# IndyCar Series 2005
De IndyCar Series 2005 was het tiende kampioenschap van de IndyCar Series. Het werd gewonnen door Dan Wheldon. Tijdens het seizoen werd de 89e Indianapolis 500 gehouden die eveneens gewonnen werd door Dan Wheldon.

## Races
|    | Datum        | Circuit                          | Winnaar           | Tweede            | Derde              | Pole position     |
| 1  | 6 maart      | Homestead-Miami Speedway         | Dan Wheldon       | Sam Hornish Jr.   | Tony Kanaan        | Tomas Scheckter   |
| 2  | 19 maart     | Phoenix International Raceway    | Sam Hornish Jr.   | Hélio Castroneves | Tony Kanaan        | Bryan Herta       |
| 3  | 3 april      | Stratencircuit Saint Petersburg  | Dan Wheldon       | Tony Kanaan       | Dario Franchitti   | Bryan Herta       |
| 4  | 30 april     | Twin Ring Motegi                 | Dan Wheldon       | Scott Sharp       | Buddy Rice         | Sam Hornish Jr.   |
| 5  | 29 mei       | Indianapolis Motor Speedway      | Dan Wheldon       | Vitor Meira       | Bryan Herta        | Tony Kanaan       |
| 6  | 11 juni      | Texas Motor Speedway             | Tomas Scheckter   | Sam Hornish Jr.   | Tony Kanaan        | Tomas Scheckter   |
| 7  | 25 juni      | Richmond International Raceway   | Hélio Castroneves | Dario Franchitti  | Patrick Carpentier | Sam Hornish Jr.   |
| 8  | 3 juli       | Kansas Speedway                  | Tony Kanaan       | Dan Wheldon       | Vitor Meira        | Danica Patrick    |
| 9  | 16 juli      | Nashville Superspeedway          | Dario Franchitti  | Sam Hornish Jr.   | Patrick Carpentier | Tomas Scheckter   |
| 10 | 24 juli      | Milwaukee Mile                   | Sam Hornish Jr.   | Dario Franchitti  | Tomas Scheckter    | Sam Hornish Jr.   |
| 11 | 31 juli      | Michigan International Speedway  | Bryan Herta       | Dan Wheldon       | Tomas Scheckter    | Bryan Herta       |
| 12 | 14 augustus  | Kentucky Speedway                | Scott Sharp       | Vitor Meira       | Dan Wheldon        | Danica Patrick    |
| 13 | 21 augustus  | Pikes Peak International Raceway | Dan Wheldon       | Sam Hornish Jr.   | Tony Kanaan        | Hélio Castroneves |
| 14 | 28 augustus  | Infineon Raceway                 | Tony Kanaan       | Buddy Rice        | Alex Barron        | Ryan Briscoe      |
| 15 | 11 september | Chicagoland Speedway             | Dan Wheldon       | Hélio Castroneves | Sam Hornish Jr.    | Danica Patrick    |
| 16 | 25 september | Watkins Glen                     | Scott Dixon       | Tony Kanaan       | Dario Franchitti   | Hélio Castroneves |
| 17 | 16 oktober   | Auto Club Speedway               | Dario Franchitti  | Tony Kanaan       | Vitor Meira        | Dario Franchitti  |

## Eindrangschikking
| Rank | Rijder             | Ptn |
| ---- | ------------------ | --- |
| 1.   | Dan Wheldon        | 628 |
| 2.   | Tony Kanaan        | 548 |
| 3.   | Sam Hornish Jr.    | 512 |
| 4.   | Dario Franchitti   | 498 |
| 5.   | Scott Sharp        | 444 |
| 6.   | Hélio Castroneves  | 440 |
| 7.   | Vitor Meira        | 422 |
| 8.   | Bryan Herta        | 397 |
| 9.   | Tomas Scheckter    | 390 |
| 10.  | Patrick Carpentier | 376 |
| 11.  | Alex Barron        | 329 |
| 12.  | Danica Patrick     | 325 |
| 13.  | Scott Dixon        | 321 |

| Rank | Rijder          | Ptn |
| ---- | --------------- | --- |
| 14.  | Kosuke Matsuura | 320 |
| 15.  | Buddy Rice      | 295 |
| 16.  | Tomáš Enge      | 261 |
| 17.  | Roger Yasukawa  | 246 |
| 18.  | Ed Carpenter    | 244 |
| 19.  | Ryan Briscoe    | 232 |
| 20.  | A.J. Foyt IV    | 231 |
| 21.  | Darren Manning  | 186 |
| 22.  | Jimmy Kite      | 163 |
| 23.  | Buddy Lazier    | 140 |
| 24.  | Jaques Lazier   | 81  |
| 25.  | Jeff Bucknum    | 63  |
| 26.  | Giorgio Pantano | 48  |

| Rank | Rijder             | Ptn |
| ---- | ------------------ | --- |
| 27.  | Paul Dana          | 44  |
| 28.  | Sébastien Bourdais | 18  |
| 29.  | Adrián Fernández   | 14  |
| 30.  | Felipe Giaffone    | 15  |
| =    | Townsend Bell      | 15  |
| 32.  | Thiago Medeiros    | 12  |
| 33.  | Richie Hearn       | 10  |
| =    | Kenny Bräck        | 10  |
| =    | Jeff Ward          | 10  |
| =    | Bruno Junqueira    | 10  |
| =    | Marty Roth         | 10  |
| =    | Larry Foyt         | 10  |